# Nailea Norvind
Nailea Norvind (Città del Messico, 16 febbraio 1970) è un'attrice messicana.

## Filmografia parziale

### Cinema
- Il triangolo delle Bermude (The Bermuda Triangle), regia di René Cardona Jr. (1978)
- Gaby - Una storia vera (Gaby: A True Story), regia di Luis Mandoki (1987)
- Atlantis - L'impero perduto (Atlantis: The Lost Empire), regia di Gary Trousdale e Kirk Wise (2001)
- Chronic, regia di Michel Franco (2015)

### Televisione
- Marcellina (Chispita) - serie TV, 3 episodi (1982)
- Guadalupe - serie TV, 3 episodi (1984)
- Pobre juventud - serie TV, 3 episodi (1986)
- La debuttante (Quinceańera) - serie TV, 3 episodi (1987-1988)
- Quando arriva l'amore (Cuando llega el amor) (1990)
- Abrázame muy fuerte (2000-2001)
- Amigas y rivales (2001)
- Mujer de Madera (2004-2005)
- Rebelde (2004-2006)
- Mujeres asesinas (2008)
- Cuidado con el angel (2008)
- Para volver a amar (2011-2012)
- Abismo de pasion (2012)
- Muchacha italiana viene a casarse (2014-2015)

## Doppiatrici italiane
- Luciana Littizzetto in Marcellina